# Tetraodon suvattii
Tetraodon suvattii är en fiskart som beskrevs av Sontirat 1989. Tetraodon suvattii ingår i släktet Tetraodon och familjen blåsfiskar. IUCN kategoriserar arten globalt som livskraftig. Inga underarter finns listade i Catalogue of Life.